# كريستوفر وليامز (مصور)
كريستوفر وليامز (بالإنجليزية: Christopher Williams)‏ (و. 1956  م) هو مصور، وفنان تشكيلي أمريكي، ولد في لوس أنجلوس.

## التعليم
تعلم في Grinnell College ‏
.

## جوائز
حصل على جوائز منها:

زمالة غوغنهايم